# Дорохов, Роман Александрович
Роман Александрович Дорохов (2 (15) октября 1915, с. Мало-Понюшино, Барнаульский уезд, Томская губерния, Российская империя — 16 мая 1964) — советский государственный и партийный деятель. Первый секретарь Горно-Алтайского обкома КПСС (1960—1964).

## Биография
Родился 2 (15) октября 1915 в селе Мало-Понюшино Барнаульского уезда Томской губернии Российской империи (ныне город Алейск Алтайского края).
Окончил Барнаульский педагогический техникум и Томский педагогический институт. Член ВКП(б) с 1942 года.
- В 1934—1939 годах — заведующий начальной школы, директор средней школы, инспектор районного отдела народного образования.
- В 1939—1947 годах — в Рабоче-Крестьянской Красной Армии.
- В 1947—1949 годах — заведующий сектором, заместитель заведующего отделом партийных, профсоюзных и комсомольских органов Алтайского краевого комитета ВКП(б).
- В 1949—1955 годах — 1-й секретарь Благовещенского районного комитета ВКП(б)-КПСС (Алтайский край).
- В 1955—1960 годах — заместитель председателя Исполнительного комитета Алтайского краевого Совета.
- В 1960—1964 годах — 1-й секретарь Областного комитета КПСС Горно-Алтайской автономной области.

Депутат Верховного Совета РСФСР IV созыва с 1955 по 1959 годы.
Делегат XXII съезда КПСС (1961).
В 1962 году избран депутатом Совета Национальностей Верховного Совета СССР[откуда?].

## Награды
Награждён Орденом Ленина, Орденом Трудового Красного Знамени, двумя Орденами Отечественной войны 1-й степени, 4 медалями.